# Stenotarsus punctatostriatus
Stenotarsus punctatostriatus es una especie de coleóptero de la familia Endomychidae.

## Distribución geográfica
Habita en Akwa Akpa (Nigeria).